# Zły (powieść)

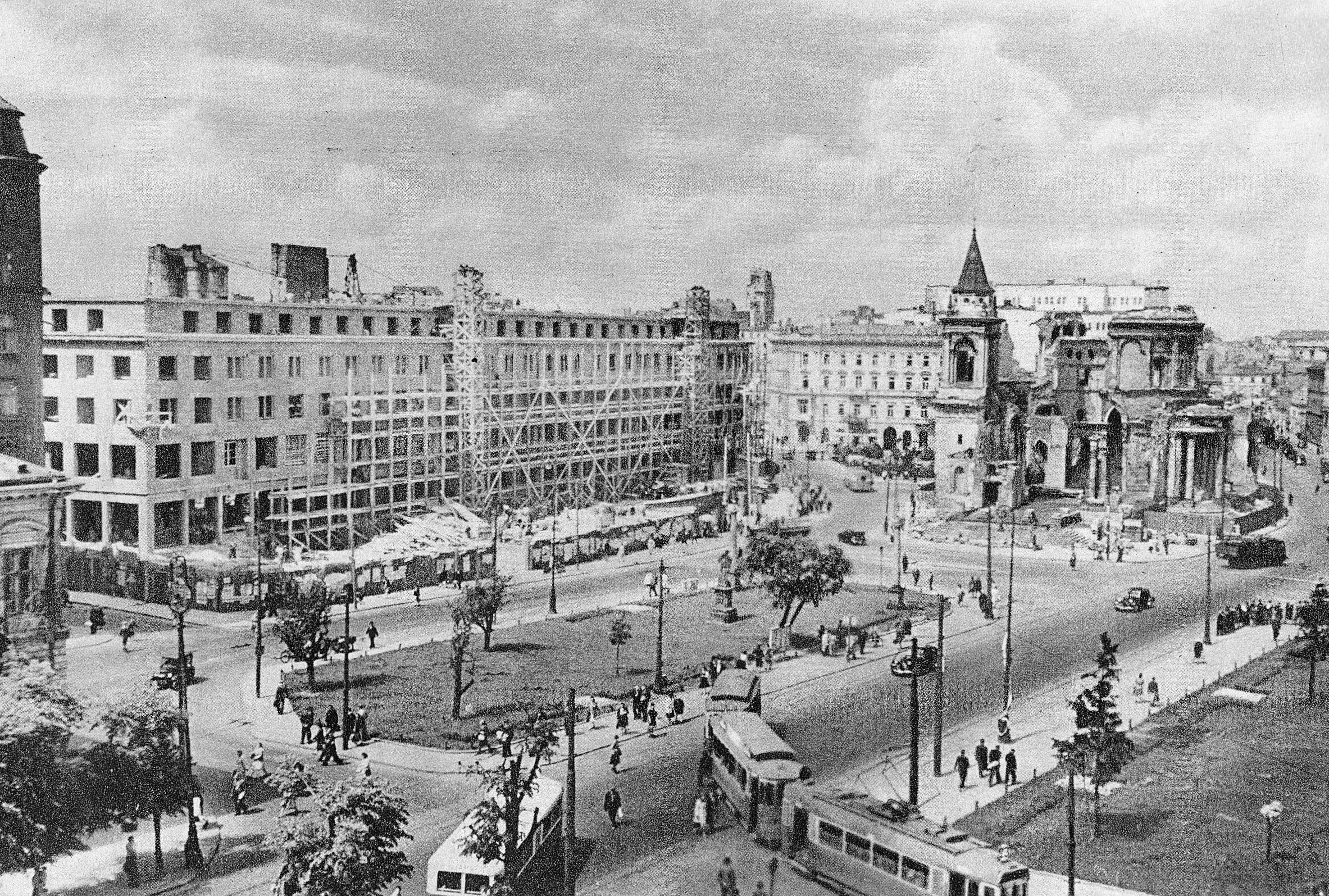
Plac Trzech Krzyży w Warszawie. W aptece mieszczącej się na parterze kamienicy pod nr 10 rozpoczyna się powieść. Na placu znajdował się również kiosk Juliusza Kalodonta

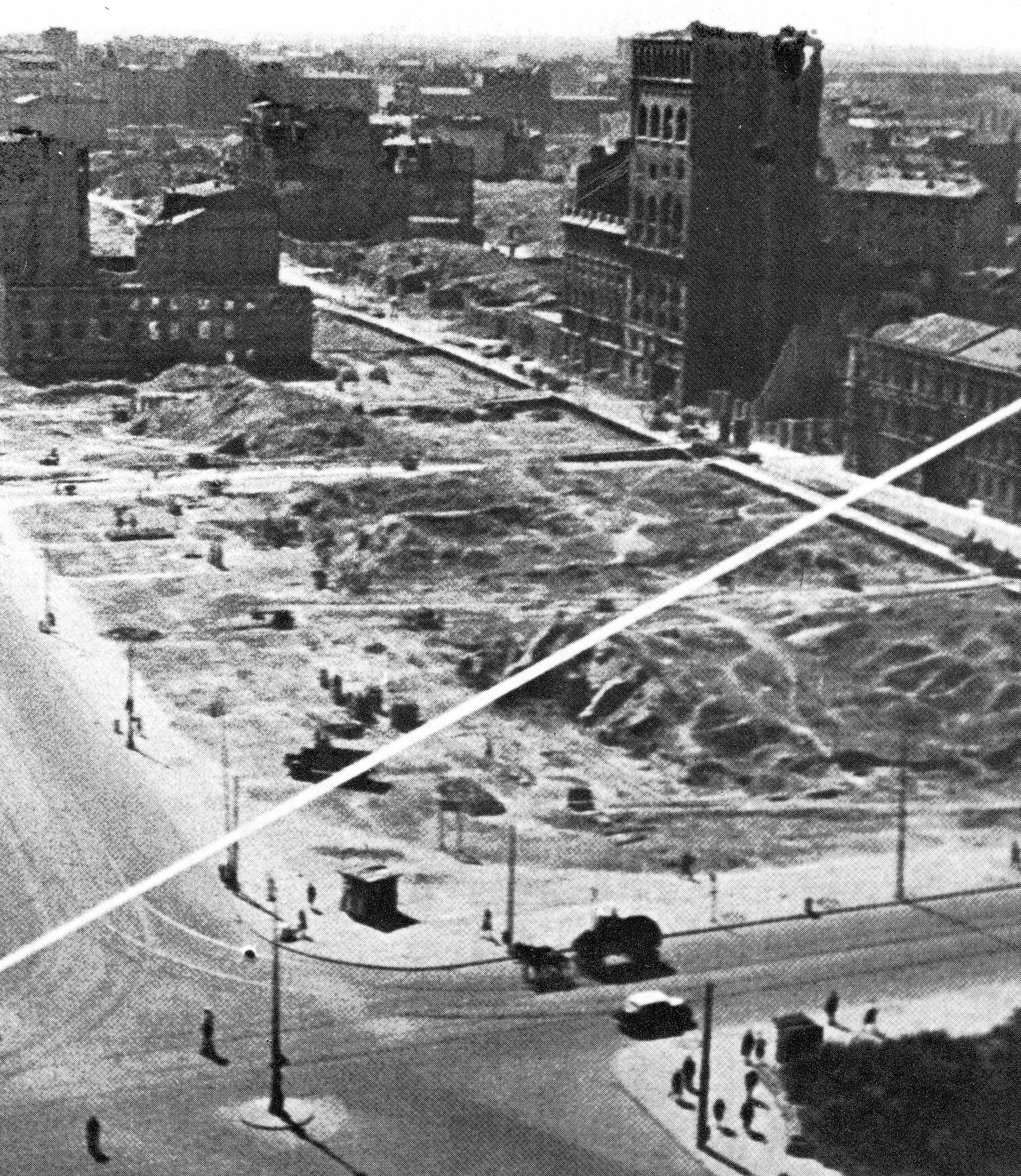
Ważny dla akcji „Złego” rejon ulic Zielnej, Wielkiej i Próżnej z widocznym uszkodzonym zespołem budynków PAST-y

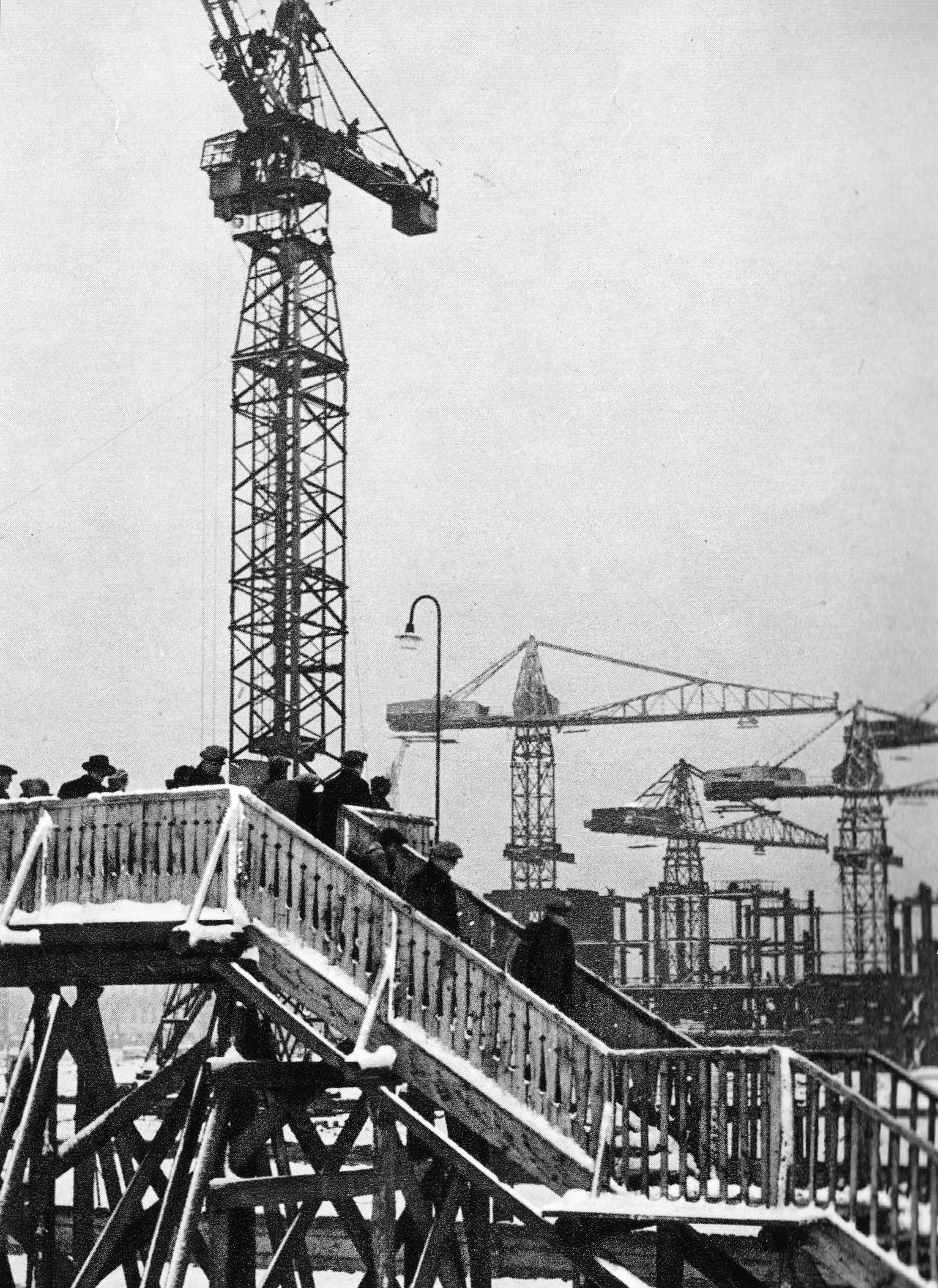
Pałac Kultury i Nauki wznoszony w wyburzonym kwartale śródmiejskich ulic, nazywanym w książce „największym placem w Europie”

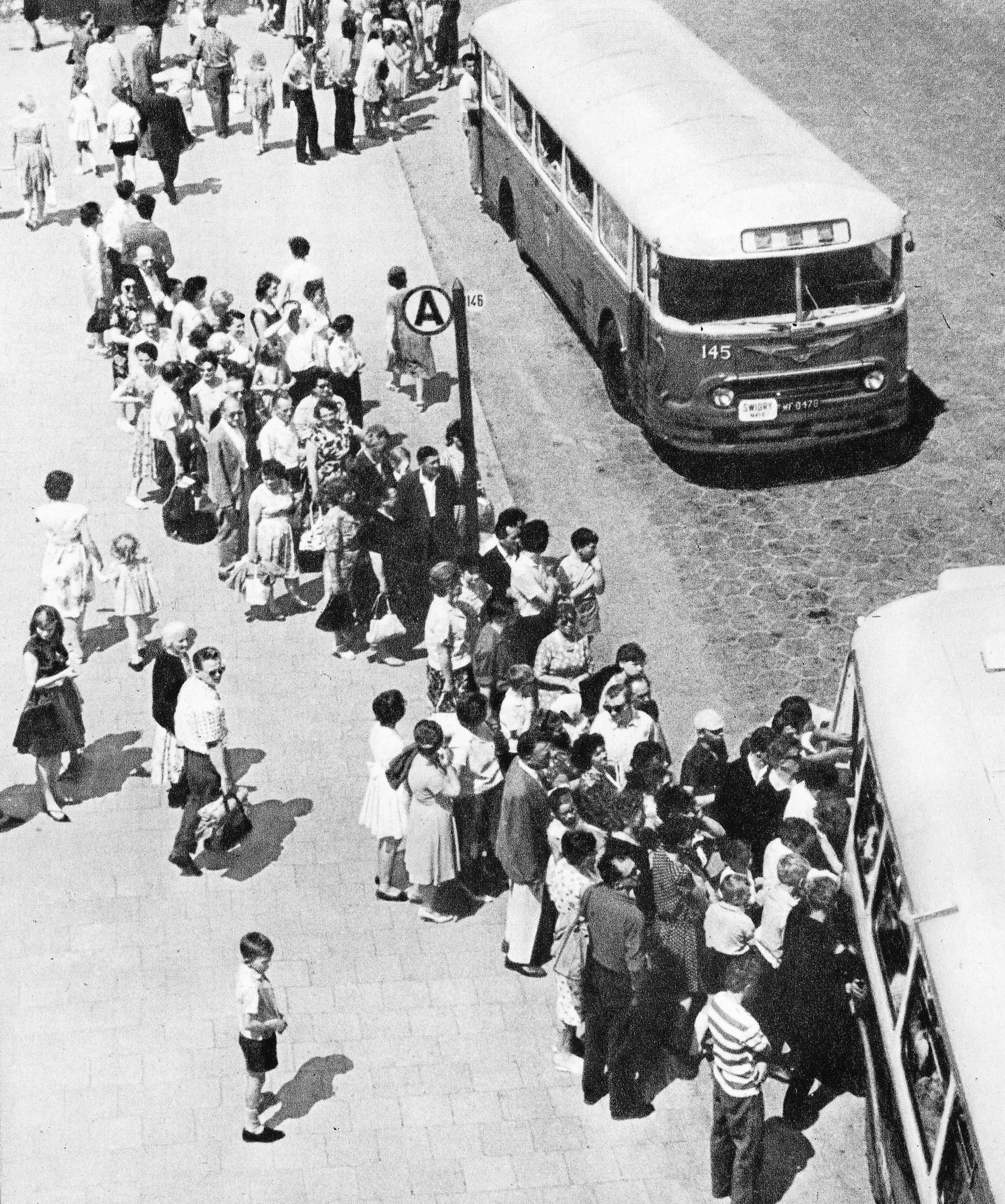
Opisywane przez Tyrmanda kolejki do warszawskich autobusów

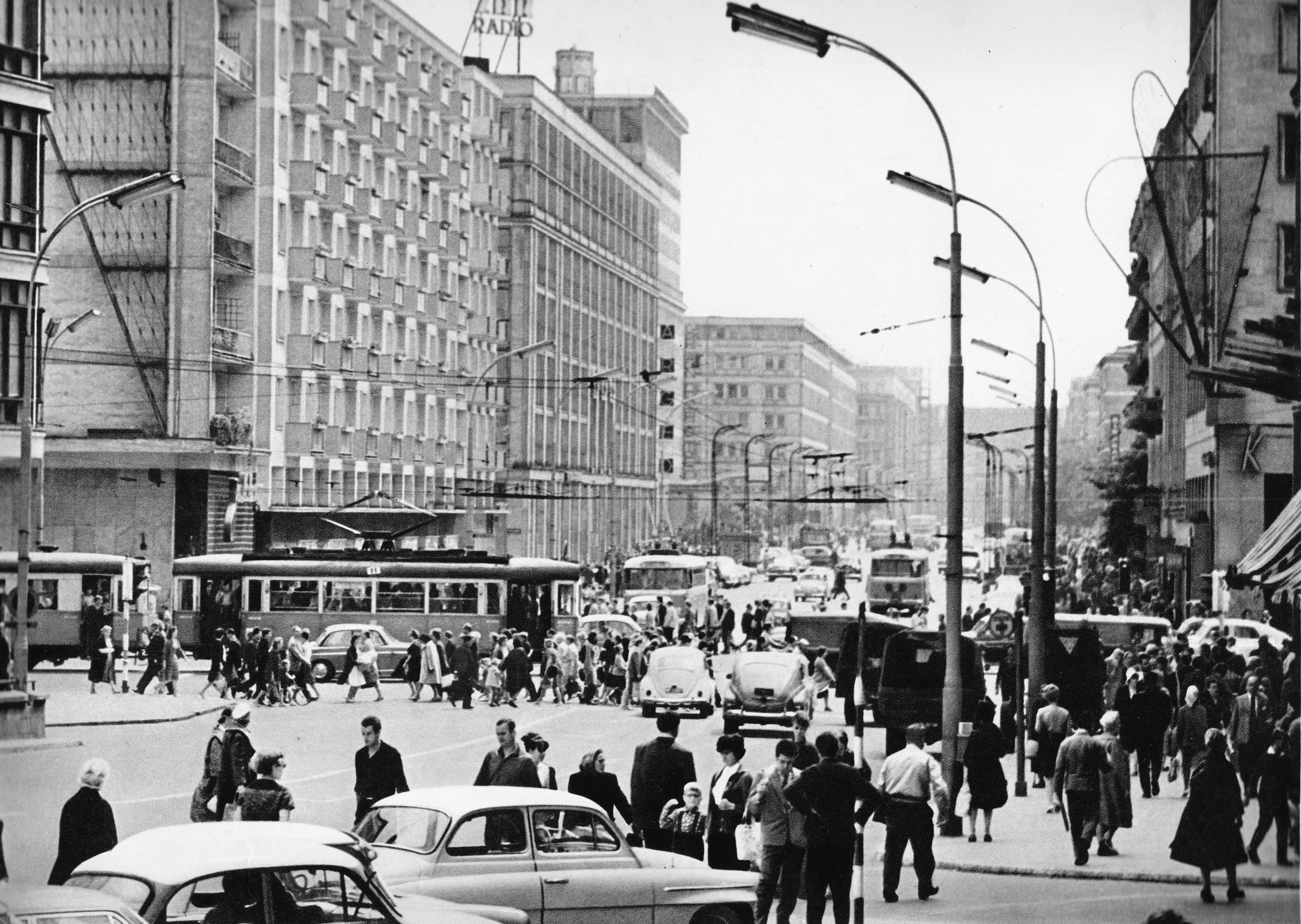
Skrzyżowanie ul. Kruczej i Alej Jerozolimskich. Tutaj Zły wymierza sprawiedliwość chuliganom z trolejbusu linii 54

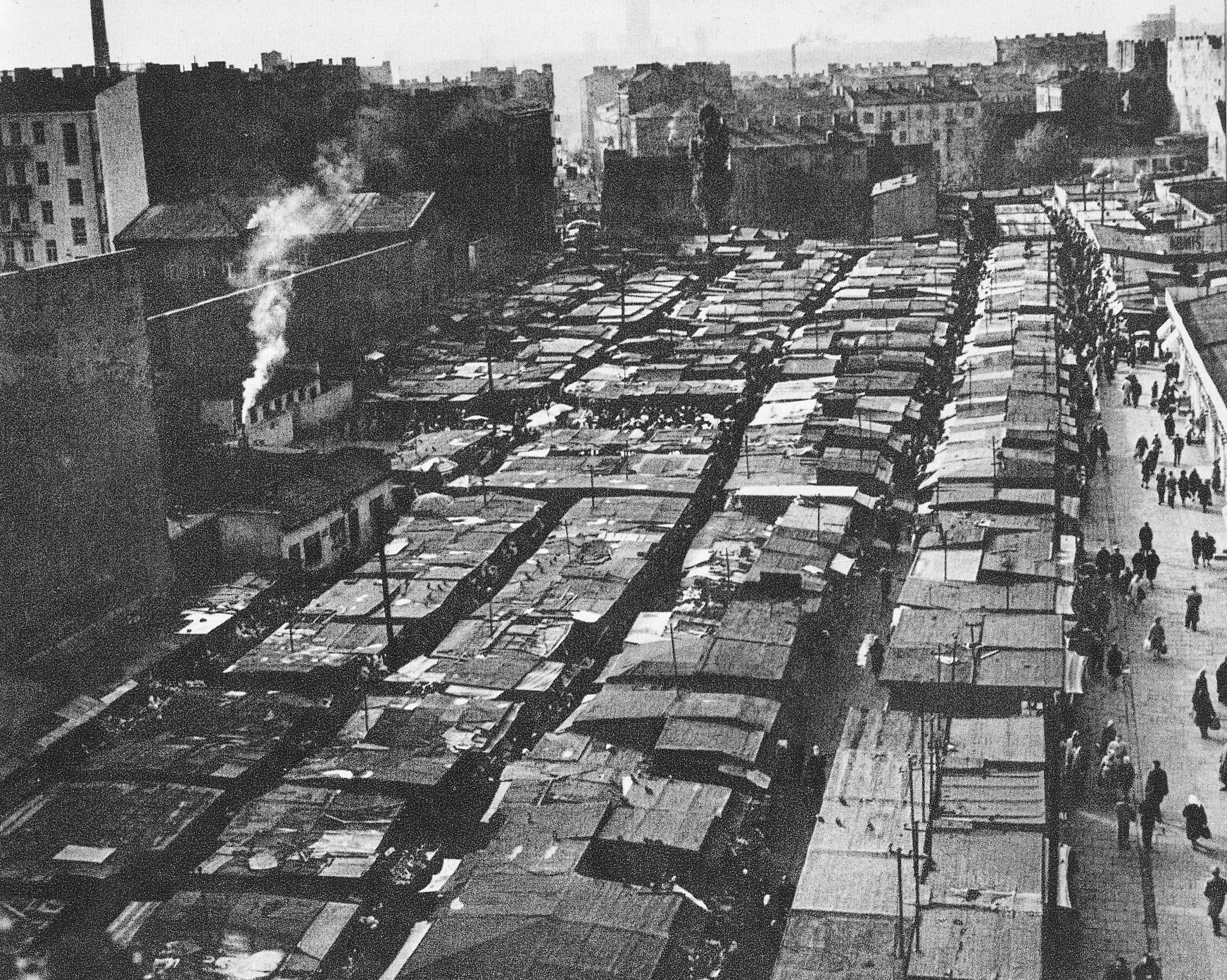
Bazar Różyckiego, na którym poszukująca ciuchów Marta poznaje Meteora

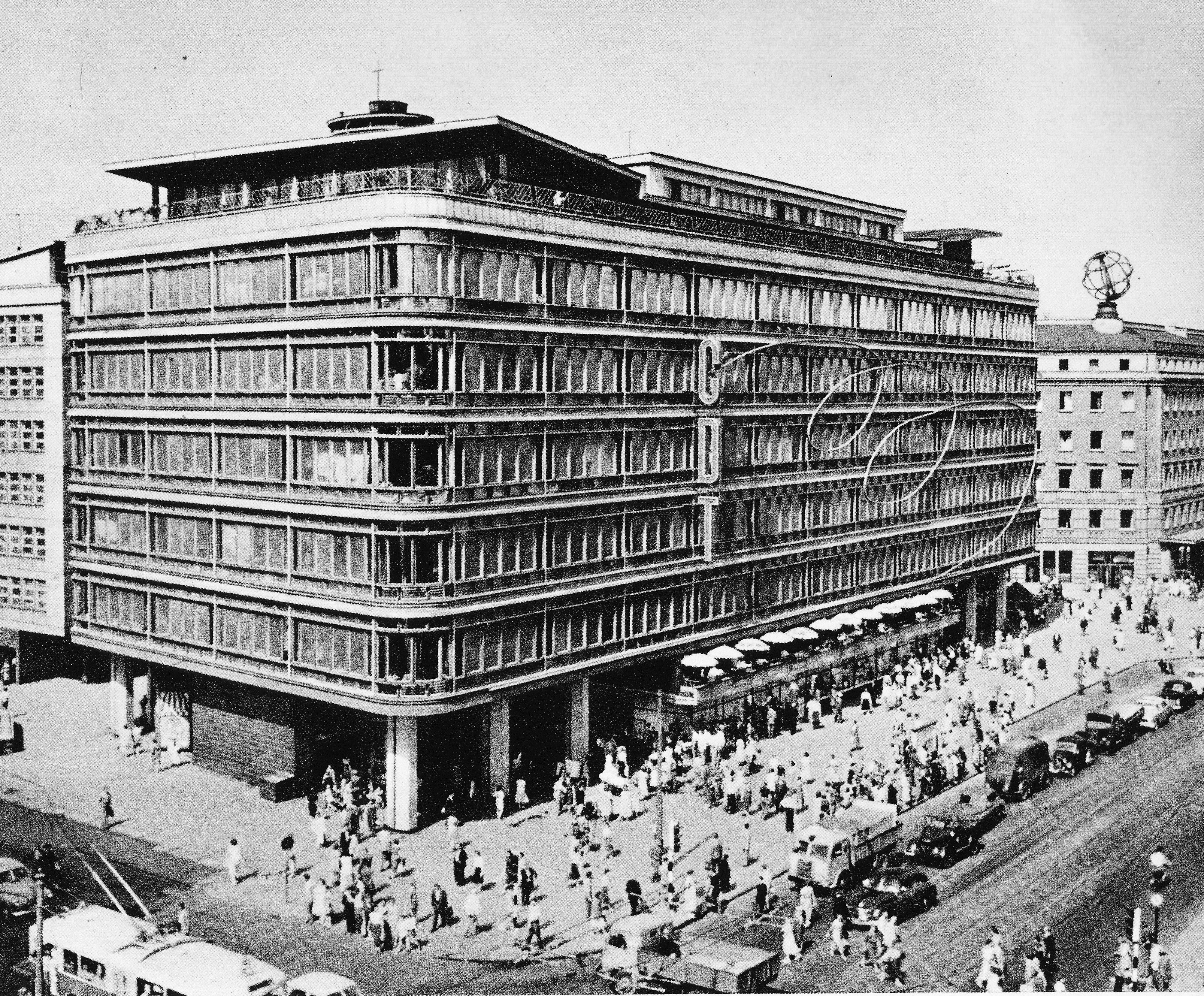
Centralny Dom Towarowy, w którym kończy się pościg Złego za Merynosem

Zły – wielowątkowa powieść kryminalna Leopolda Tyrmanda, której akcja toczy się w Warszawie na początku lat 50. XX wieku.
Tytułowy „Zły” to tajemniczy bohater samozwańczo walczący w obronie słabszych z warszawskimi chuliganami i półświatkiem stolicy.

## Opis
Akcja „Złego” toczy się w wielu punktach Warszawy, w tym bardzo charakterystycznych dla okresu powojennego – ruinach „Dzikiego Zachodu”, gruzach północnego Muranowa, odbudowywanym Starym Mieście, okaleczonych przez wojnę kamienicach, w Centralnym Domu Towarowym, na Torwarze, w hali na Koszykach, na bazarze Różyckiego, w gmachu Sądów na Lesznie, a także na placach budów, komisariatach milicji, na dworcach kolejowych, w tramwajach, trolejbusach i autobusach, pociągach podmiejskich, parkach, podejrzanych mordowniach, barach mlecznych, kawiarniach i restauracjach. Niektóre z opisanych w książce zdarzeń autor umieścił w najbliższej okolicy swego miejsca zamieszkania (gmach YMCA przy ul. Marii Konopnickiej 6) m.in. placu Trzech Krzyży, ulicach: Wiejskiej, Frascati, Hożej i Rozbrat oraz Centralnym Parku Kultury.
Obszerna, prawie 700-stronicowa powieść jest napisana żywym językiem, niekiedy naśladującym reportaż, z użyciem w niektórych dialogach słów i zwrotów pochodzących z gwary warszawskiej. Tyrmand opisał w niej środowiska m.in. dziennikarzy, chuliganów, koników, handlarzy, cwaniaków i robotników.
Na początku książki Leopold Tyrmand umieścił dedykację: Mojemu miastu rodzinnemu – Warszawie. Powieść została bardzo dobrze przyjęta przez czytelników, wzbudziła za to konsternację wśród krytyków, gdyż opisywała pomijany w ówczesnej literaturze półświatek i przestępcze podziemie stolicy. Nie miała jednak problemów z cenzurą.
Książka została wydana po raz pierwszy w grudniu 1955 przez Spółdzielnię Wydawniczą „Czytelnik”, która złożyła u Tyrmanda zamówienie na jej napisanie. Została również przetłumaczona na inne języki.
Za powieść Leopold Tyrmand otrzymał talon na samochód, a Komenda Główna MO zaprosiła go na cykl wykładów o chuligaństwie.

## Bohaterowie powieści
Tyrmand ukazał w „Złym” szeroką panoramę społeczeństwa powojennej Warszawy:
- Zły – wł. Henryk Nowak, tytułowy bohater powieści. Dorastał w twardych warunkach warszawskiej Pragi, w atmosferze uwielbienia dla siły pięści, z wiecznie pijanym ojcem. Niezwykle sprawny fizycznie, od dziecka przejawiał niespotykany talent do bicia się. Niegdyś najbliższy współpracownik i członek bandy Władysława Buchowicza. Cudem uszedł z życiem podczas przestępczych porachunków ze swoim szefem, który postanowił go zabić. Dręczony wyrzutami sumienia m.in. za okrutne morderstwo popełnione na inwalidzie wojennym w pociągu podmiejskim w drodze do Karczewa, rozpoczął samotną walkę z warszawskimi chuliganami. Niepozorny, 32-letni mieszkaniec Anina. Jego znakiem rozpoznawczym są białe, jarzące się oczy.
- Filip Merynos – wł. Władysław Buchowicz, prezes Spółdzielni Pracy „Woreczek”, będącej przykrywką dla największej organizacji przestępczej w Warszawie. Gwałtowny i bezwzględny, był człowiekiem o wielkich ambicjach i wyjątkowym talencie organizacyjnym. W młodości cechowała go wielka uroda i ponadprzeciętna tężyzna erotyczna. Działalność przestępczą rozpoczął przed wojną m.in. jako właściciel domu publicznego, organizował także drobne wymuszenia i ściągał haracze. W czasie obrony Warszawy w 1939 uciekł przed bombardowaniami na peryferyjne Siekierki, po wojnie działał na Pradze, jednak apogeum jego przestępczej działalności miało miejsce w Śródmieściu. Śmiertelny wróg Złego, przyczynił się do ujęcia go przez Dziarskiego. Stworzył mit Obywatela Kudłatego i wymyślił przydomek „Zły”.
- Michał Dziarski – porucznik Stołecznej Komendy Milicji Obywatelskiej, pełnomocnik do spraw walki z chuligaństwem na terenie stolicy, sekretarz Warszawskiego Towarzystwa Filatelistycznego. Prowadzi śledztwo w sprawie Złego.
- Marta Majewska – sekretarka w Muzeum Narodowym, historyk sztuki. Narzeczona hokeisty Zenona, później doktora Halskiego. Zakup leków dla chorej matki w aptece na placu Trzech Krzyży 10, ich zniszczenie przez Mechcińskiego i interwencja Złego rozpoczynają powieść. Przyjaciółka kioskarza Juliusza Kalodonta.
- Juliusz Kalodont − wł. Juliusz Kwiatek, energiczny staruszek-kioskarz z placu Trzech Krzyży, sympatyzujący z wymierzonymi w warszawskich chuliganów działaniami „Złego”. Później czynnie go wspiera. Bohater wojenny.
- Edwin Kolanko – redaktor „Expresu Wieczornego”. Jest literackim sobowtórem Leopolda Tyrmanda[7].
- Witold Halski – lekarz stołecznego pogotowia ratunkowego przy ul. Hożej 56. Wraz z redaktorem Kolanko próbował rozwikłać tajemnicę Złego. Kocha Martę, sam natomiast pozostaje obiektem nieodwzajemnionych uczuć Olimpii Szuwar.
- Olimpia Szuwar – kobieta przed „40”, zamożna i przedsiębiorcza właścicielka sklepu z konfekcją. „Olimpia” to używane przez znajomych i przyjaciół imię redaktorki „Złego” w „Czytelniku”, Adeli Grochowskiej, które spodobało się Tyrmandowi[3].
- Albert Wilga – inżynier, właściciel warsztatu samochodowego na ul. Krochmalnej, współpracujący z Merynosem. Znany z niezwykłej odporności na alkohol. Jego specjalnością było wyciąganie cennych informacji poprzez upijanie swoich rozmówców do nieprzytomności.
- Jerzy Meteor – podwładny Merynosa. Przystojny warszawski cwaniak, konik i bikiniarz.
- Robert Kruszyna – były utalentowany bokser, zmuszony do zakończenia kariery przez nieszczęśliwy wypadek. Stacza się do roli człowieka od mokrej roboty w bandzie Merynosa.
- Obywatel Kudłaty – wł. Jan Chaberek, rzekomy herszt warszawskiego półświatka. Były mąż Anieli. Merynos przetrzymuje go w jednej z piwnic w magazynach spółdzielni „Woreczek” przy ul. Bagno, w której Kudłaty nabrał zwierzęcych cech. W jego pokoju dokonywane były „sądy” nad przeciwnikami Merynosa. Morderca Jakuba Wirusa.
- Jakub (Kubuś) Wirus − młody dziennikarz, protegowany redaktora Kolanko w „Expressie Wieczornym”. W ramach dziennikarskiego śledztwa infiltruje szajkę Merynosa. Umiera z ręki Kudłatego, po tym gdy przestępcy odkrywają jego prawdziwą tożsamość.
- Aniela – upadła „Królowa Siekierek”, na początku wspólniczka, następnie krótko kochanka, a później służąca Merynosa. Była żona Jana Chaberka.
- Jonasz Drobniak – buchalter i detektyw amator. Rozwiązał tajemnicę Złego, chociaż początkowo był podejrzewany, że to on jest Złym. Jeździł przedwojennym samochodem-czółenkiem, nosił melonik, parasol i atrapę pistoletu.
- Eugeniusz Śmigło – odważny pracownik Miejskich Zakładów Autobusowych. Doskonały kierowca. Pomaga Złemu w walce z chuliganami.
- Lowa Zylbersztajn – działacz sportowy, rzutki przestępca młodego pokolenia, pomaga Merynosowi w rozprowadzeniu 30 tys. podrobionych biletów na mecz Polska-Węgry na Stadionie Wojska Polskiego.
- Wiesław Mechciński – łobuz i chuligan, ginie pod kołami pociągu na Dworcu Wschodnim.
- Józef Siupka – kolejarz, świadek śmierci Mechcińskiego.
- Hawajka – urodziwa bufetowa z baru IV kategorii Warszawskich Zakładów Gastronomicznych „Słodycz” znajdującego się na rogu ulic Żelaznej i Krochmalnej.
- Mefistofeles Dziura – jąkający się fryzjer z problemami uczuciowymi.
- Zofia Chwała – sędzia.
- Antoni Pająk – wolski listonosz.
- Franciszek Życzliwy – ogrodnik, członek zarządu spółdzielni „Mazowiecka Poziomka”.
- Fryderyk Kompot – cukiernik. Pomaga Złemu w walce z chuliganami.

## Adaptacje sceniczne i radiowe[9]
- Teatr Polskiego Radia – słuchowisko (5 odcinków, reżyseria Janusz Kukuła, adaptacja Bogumiła Prządka, emisja luty–marzec 1995)[10]
- Centrum Sztuki – Teatr Dramatyczny w Legnicy (reżyseria Jacek Głomb, premiera 5 maja 1996)[11]
- Teatr Powszechny w Warszawie (reżyseria Jan Buchwald, adaptacja Wojciech Tomczyk, premiera 22 października 2010)[12]
- Teatr Muzyczny im. Danuty Baduszkowej w Gdyni – musical (reżyseria Wojciech Kościelniak, muzyka Piotr Dziubek, teksty piosenek Rafał Dziwisz, premiera 4 września 2015)[13]
- Teatr Polski w Bielsku-Białej (reżyseria Piotr Ratajczak, adaptacja Joanna Kowalska, premiera 3 października 2020)[14]
- Teatr im. Wojciecha Bogusławskiego w Kaliszu (reżyseria i adaptacja Radosław Rychcik, premiera 16 grudnia 2022)[15]

## Inne informacje
- Do tytułu powieści nawiązuje nazwa warszawskiego klubu sportowego AKS Zły[16].
- W 2017 na bocznej ścianie budynku Instytutu Głuchoniemych przy placu Trzech Krzyży 4/6 odsłonięto mural przedstawiający tytułowego bohatera powieści[17].
- Do powieści nawiązał polski raper Pezet w utworze „Tyrmand i Hłasko” z albumu Muzyka komercyjna (2022).